# Mont Chocorua
Le mont Chocorua (en anglais : Mount Chocorua) est une montagne qui s'élève à 1 061 m dans les montagnes Blanches, dans l'État du New Hampshire aux États-Unis.
Le mont est immortalisé sur la pièce de monnaie du New Hampshire de la série de pièces américaines d'un quart de dollar America the Beautiful.

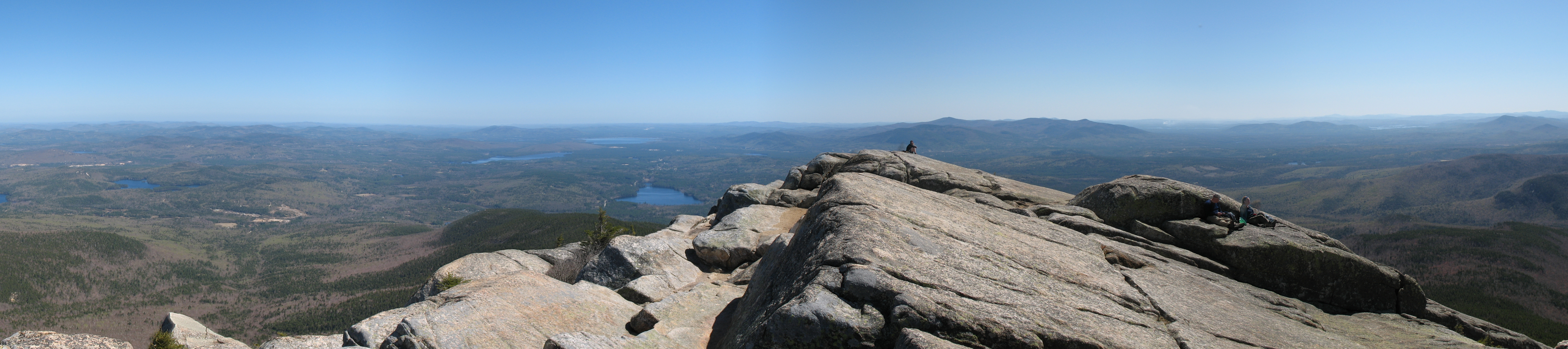
Vue panoramique vers le sud depuis le mont Chocorua.